# J.League Division 2 2011
La J.League Division 2 2011 è la tredicesima edizione della J.League Division 2.
A causa del terremoto che ha colpito il paese nipponico l'11 marzo 2011, il campionato è stato temporaneamente sospeso per tutto il mese di marzo e le partite in programma per quel periodo sono state annullate e rinviate a data da destinarsi. 
Il 23 aprile 2011, dopo oltre un mese, viene ripreso il campionato giapponese dopo il disastro che ha colpito l'intera nazione.

## Squadre partecipanti
- Consadole Sapporo
- Ehime
- Fagiano Okayama
- FC Tokyo

- Gifu
- Gainare Tottori

- Giravanz Kitakyushu
- Mito HollyHock
- JEF United
- Kataller Toyama

- Kyoto Sanga

- Roasso Kumamoto
- Sagan Tosu
- Thespa Gunma
- Tochigi
- Oita Trinita
- Tokyo Verdy
- Shonan Bellmare

- Tokushima Vortis
- Yokohama FC

## Classifica generale

### Classifica
Aggiornata al 3 dicembre 2011
|  | Pos. | Squadra             | Pt | G  | V  | N  | P  | GF | GS | DR  |
|  | ---- | ------------------- | -- | -- | -- | -- | -- | -- | -- | --- |
|  | 1.   | FC Tokyo (R)        | 77 | 38 | 23 | 8  | 7  | 67 | 22 | +45 |
|  | 2.   | Sagan Tosu          | 69 | 38 | 19 | 12 | 7  | 68 | 34 | +34 |
|  | 3.   | Consadole Sapporo   | 68 | 38 | 21 | 5  | 12 | 49 | 32 | +17 |
|  | 4.   | Tokushima Vortis    | 65 | 38 | 19 | 8  | 11 | 51 | 38 | +13 |
|  | 5.   | Tokyo Verdy         | 59 | 38 | 16 | 11 | 11 | 69 | 45 | +24 |
|  | 6.   | JEF United          | 58 | 38 | 16 | 10 | 12 | 46 | 39 | +7  |
|  | 7.   | Kyoto Sanga (R)     | 58 | 38 | 17 | 7  | 14 | 50 | 45 | +5  |
|  | 8.   | Giravanz Kitakyushu | 58 | 38 | 16 | 10 | 12 | 43 | 44 | -1  |
|  | 9.   | Thespa Gunma        | 57 | 38 | 16 | 9  | 13 | 51 | 51 | 0   |
|  | 10.  | Tochigi             | 56 | 38 | 15 | 11 | 12 | 44 | 39 | +5  |
|  | 11.  | Roasso Kumamoto     | 51 | 38 | 13 | 12 | 13 | 33 | 44 | -11 |
|  | 12.  | Oita Trinita        | 50 | 38 | 12 | 14 | 12 | 42 | 45 | -3  |
|  | 13.  | Fagiano Okayama     | 48 | 38 | 13 | 9  | 16 | 43 | 58 | -15 |
|  | 14.  | Shonan Bellmare (R) | 46 | 38 | 12 | 10 | 16 | 46 | 48 | -2  |
|  | 15.  | Ehime               | 44 | 38 | 10 | 14 | 14 | 43 | 53 | -10 |
|  | 16.  | Kataller Toyama     | 43 | 38 | 11 | 10 | 17 | 36 | 53 | -17 |
|  | 17.  | Mito HollyHock      | 42 | 38 | 11 | 9  | 18 | 40 | 49 | -9  |
|  | 18.  | Yokohama FC         | 41 | 38 | 11 | 8  | 19 | 40 | 55 | -15 |
|  | 19.  | Gainare Tottori (N) | 31 | 38 | 8  | 7  | 23 | 36 | 60 | -24 |
|  | 20.  | Gifu                | 24 | 38 | 6  | 6  | 26 | 39 | 83 | -44 |

### Classifica marcatori
|  | Gol | Rigori | Marcatore          | Squadra             |
|  | --- | ------ | ------------------ | ------------------- |
|  | 24  | 2      | Yōhei Toyoda       | Sagan Tosu          |
|  | 16  | 1      | Takuma Abe         | Tokyo Verdy         |
|  | 14  | 3      | Masaki Fukai       | JEF United          |
|  | 14  | 2      | Manabu Saitō       | Ehime               |
|  | 12  | 0      | Ricardo Lobo       | Tochigi             |
|  | 12  | 0      | Yoshihiro Uchimura | Consadole Sapporo   |
|  | 11  | 0      | Yasuhito Morishima | Oita Trinita        |
|  | 10  | 0      | Yūya Kubo          | Kyoto Sanga         |
|  | 10  | 3      | Roberto César      | FC Tokyo            |
|  | 10  | 0      | Tomoki Ikemoto     | Giravanz Kitakyushu |
|  | 10  | 0      | Ryōta Hayasaka     | Sagan Tosu          |
|  | 9   | 2      | Kaio               | Yokohama FC         |